# Stratmoor
Stratmoor é uma Região censo-designada localizada no estado americano do Colorado, no Condado de El Paso.

## Demografia
Segundo o censo americano de 2000, a sua população era de 6650 habitantes.

## Geografia
De acordo com o United States Census Bureau tem uma área de 7,6 km², dos quais 7,5 km² cobertos por terra e 0,1 km² cobertos por água.

## Localidades na vizinhança
O diagrama seguinte representa as localidades num raio de 16 km ao redor de Stratmoor.